# Laakso
Laakso – szwedzki zespół muzyczny grający w stylu pop/rock. Grupa powstała w 2001 r. w Sztokholmie. Nazwa zespołu po fińsku oznacza dolinę.
Zespół ma w swoim dorobku cztery albumy studyjne (w tym jeden w języku fińskim, pozostałe w angielskim) oraz kilka EP. Każdy z członków grupy udziela się w innych zespołach/projektach muzycznych:
- Pello Revolvers (Markus, David)
- Vapnet (David)
- Hets (Markus)
- Moneybrother (Lars)
- Markus Krunegård (projekt solowy Markusa)

## Dyskografia

### Albumy studyjne
- I Miss You I’m Pregnant (2003)
- My Gods (2005)
- Mother am I Good looking? (2007)
- Mämmilärock (2007)

### EP
- Long Beach EP (2003)
- Aussie Girl EP (2004)
- High Drama EP (2005)
- Västerbron & Vampires (2007)

## Muzycy

### Skład zespołu
- Markus Krunegård – wokal, gitara, teksty piosenek, muzyka
- David Nygård – klawisze, trąbka, akordeon, puzon
- Lars Skoglund – bębny, perkusja
- Mikael Fritz – bas